# Веселий Гай (Шосткинський район)
Веселий Гай —  село в Україні, у Свеській селищній громаді Шосткинського району Сумської області. Населення становить 7 осіб. До 2020 орган місцевого самоврядування — Княжицька сільська рада.
Після ліквідації Ямпільського району 19 липня 2020 року село увійшло до Шосткинського району.

## Географія
Село Веселий Гай знаходиться на правому березі річки Муравейня, вище за течією на відстані 3 км розташоване село Муравейня, нижче за течією на відстані 2,5 км розташоване село Степанівка.